# Staatliche Gorki-Universität des Uralgebiets

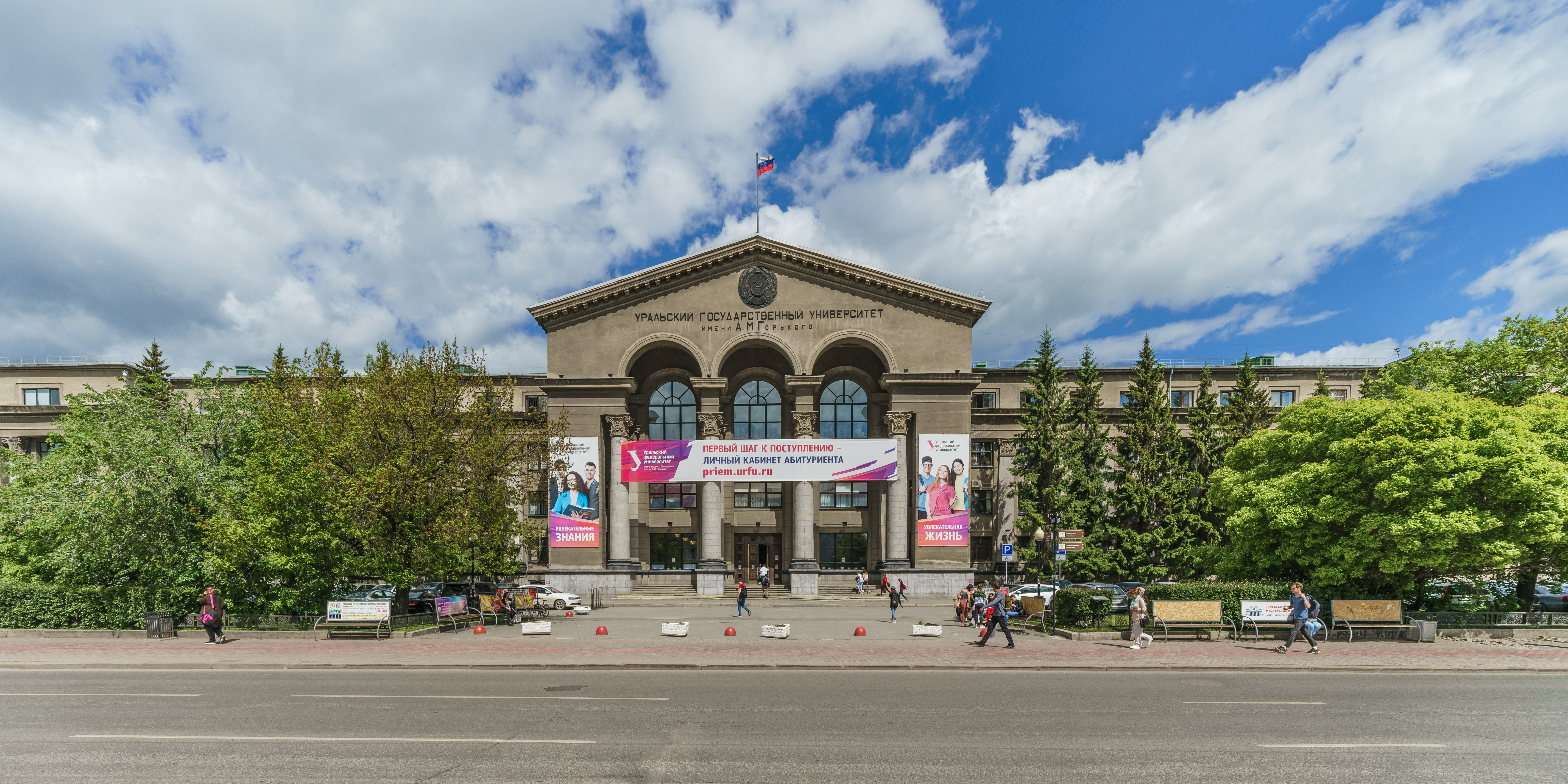
Eingangsportal der ehemaligen A. M. Gorki-Universität

Die Staatliche A.-M.-Gorki-Universität des Uralgebiets (russisch Ура́льский госуда́рственный университе́т имени А.М. Го́рького, Urálski gossudárstwenny uniwersitét imeni A. M. Górkowo) war eine Hochschule in Jekaterinburg in Russland, die 2011 in der Föderalen Ural-Universität aufgegangen ist.

## Geschichte und Organisation
Die Universität wurde 1920 gegründet und erhielt 1936 den Namen des Schriftstellers Maxim Gorki. Sie ist die zweitälteste Universität des Uralgebietes (nach der 1914 gegründeten Universität für Bergbauwesen). Es gibt 14 Fakultäten:
- Allgemeine Fakultät (Общеуниверситетские кафедры)
- Biologie (Биологический факультет)
- Wirtschaftswissenschaften (Экономический факультет)
- Philologie (Филологический факультет)
- Philosophie (Философский факультет)
- Internationale Beziehungen (Факультет международных отношений)
- Journalistik (Факультет журналистики)
- Kunst und Kulturwissenschaften (Факультет искусствоведения и культурологии)
- Physik (Физический факультет)
- Politologie und Soziologie (Факультет политологии и социологии)
- Psychologie (Факультет психологии)
- Chemie (Химический факультет)
- Geschichte (Исторический факультет)
- Mathematik und Mechanik (Математико-механический факультет)